# يعقوب أباد (بيدك)
يعقوب أباد (بالفارسية: یعقوب‌آباد) هي قرية تقع في إيران في البلدة المركزية. يقدر عدد سكانها بـ 443 نسمة .